# Gavial
Gavialen eller Gangesgavialen (Gavialis gangeticus, engelska: Gharial) är den enda nu levande arten inom familjen gavialer. Gavialen förekommer företrädesvis i Ganges, Brahmaputras och Indus flodområden.

## Jakt och dammbygge
Den vilda gavialpopulationen har minskat drastiskt sedan 1930-talet och är idag (2020) begränsad till endast 2% av dess historiska utbredning. Inledningsvis minskade gavialpopulationen på grund av jakt, där skinnet användes till att tillverka kläder och väskor, men även jakt för att få jakttroféer. På senare tid har dammbyggen blivit ett ökande hot.

## Biologi
Den nu levande arten av gavialer återfinns endast i delar av Indien. Gavialens nos är långsmal och tänderna är långa och vassa. Den långsmala nosen gör att vattenmotståndet är relativt litet när Gavialen hugger efter fisk. De vassa tänderna spetsar även de halaste fiskarna. Eftersom gavialen inte äter stora djur behöver käftarna inte vara lika kraftiga som hos krokodiler och alligatorer/kajmaner. Det innebär att gavialen, trots sin längd på upp till 6,5 meter, saknar den kraft som krävs för att döda en människa.
Honor blir könsmogna när de är 7 eller 8 år gamla och 2,6 till 3 meter långa. För hanar infaller könsmognaden först efter 15 till 18 år vid en längd omkring 4 meter. Vid denna tidpunkt får hanen en oformlig utväxt vid spetsen av övre käken, något som kan ses ovan på bilden av hanen. Med knölens hjälp framkallas ett surrande ljud men den grundläggande funktionen är inte helt utredd. En möjlig användning är att hävda dominans över andra hanar vid revirstriderna. Den kan också vara av betydelse vid uppvaktningen av honan. Efter parningen, vilket oftast inträffar i december och januari, vilar de befruktade äggen några månader i honans kropp. Vid slutet av den torra perioden i mars eller april läggs 35 till 60 ägg i ett gömställe. Modern bevakar sedan äggen som kläcks efter tidigast 60 dagar. Honan och ungarna stannar i boet tills gömstället översvämmas under regntiden.
Arten vistas långa tider i vattnet (längre än andra krokodildjur). Den lever främst i snabbflytande floder och vistas där i djupare delar vid flodens krökar eller vid biflodernas mynning. Ungdjur föredrar däremot bifloder eller delar av floden som håller på att isoleras från vattenflödet. Förutom fisk äter gavialen ganska ofta groddjur och sällan vattenlevande små fåglar eller däggdjur.

## Förekomst
Gavialen är akut hotad (CR) och föds idag upp i skyddade områden, till exempel i Nepal. Det finns uppskattningsvis 650 gavialer kvar i världen, och de lever i floder i Indien, Bangladesh och i Nepal, i naturreservat. Ursprungliga populationer i Pakistan, Bhutan och Myanmar är utdöda.

## I kulturen
Inom hinduismen dyrkas gavialen som helgad åt guden Vishnu.

## Äkta och falsk gavial
Det förekommer en krokodilliknande reptil som går under namnet Tomistoma schlegelii och kallas falsk gavial. Den är egentligen en variant på krokodil och tillhör familjen krokodiler. Den falska gavialen förekommer inte i Ganges, Brahmaputras och Indus som den "äkta" Gavialen utan i Sydostasien. Likheter mellan gavialen och den falska gavialen är att de äter mest fisk. En skillnad mellan dessa djur är att den "falska" blir maximalt 3 meter lång.